# 江南大营
江南大营是清朝为镇压太平天国集结起的最后两支直接听命于咸丰帝的野战军之一（另一支为科尔沁部僧格林沁野战骑兵）。全国各地质素较好的綠營官兵集结太平天國天京孝陵卫驻扎屏蔽苏杭财赋区成为江南大营，分为两期，皆被太平天國围歼。另有兩次駐軍稱江北大營。江南大营的被歼宣告在华东地区、中南地区再无直接听命于清朝皇室的野战军，清朝皇室不得不起用地方汉族民兵湘军与淮军而尾大不掉。
咸豐三年(1853)，欽差大臣向榮領兵一萬人，在南京城東孝陵衛駐紮，號稱江南大營。琦善則領兵一萬人在揚州城外駐紮，號稱江北大營。1856年江南大營第一次被太平军击破，1858年初和春再度重建江南大营。

## 一破江南大营
駐軍時間：1853年（咸豐三年）正月廿九日，太平軍開始攻南京，二月九日，攻佔南京，改名天京，建國號太平天國；十餘天後向榮率50000名清兵自武昌追至，驻军於孝陵卫，名之。
統帥：欽差大臣向榮，官兵十萬以內
潰滅時間： 1856年6月
太平軍勝戰統帥：「東王」楊秀清、秦日綱（於月餘後天京事变中，擒殺楊秀清。）

## 二破江南大营
駐軍時間：1858年（咸豐八年）二月
統帥：欽差大臣和春、提督張國樑（出身綠營、原為廣西大湟江水賊、與未加入太平軍時的羅大綱同伙，江湖人稱外號「大頭羊」，後與羅分裂）官兵至少二十萬以上，據美國來華基督教傳教牧師描述：「……（江南大营）不像軍隊，形同市集，吃喝玩樂，大煙娼賭俱全」。
潰滅時間：1860年（咸豐十年）五月
太平軍勝戰統帥：「忠王」李秀成